# Phillip Jeanmarie
Phillip Jeanmarie (ur. 6 października 1978 w Los Angeles) – amerykański aktor filmowy i telewizyjny, znany głównie z roli Maxa Coopera w serialu Power Rangers Wild Force.